# Cédric Pries
Cédric Pries (25 ottobre 2000) è un ciclista su strada e ciclocrossista lussemburghese che gareggia per il Team Colonia.

## Piazzamenti

### Competizioni mondiali
- Campionati del mondo di ciclocross

Valkenburg 2018 - Junior: 51º
Ostenda 2021 - Under-23: 36º
- Campionati del mondo su strada

Fiandre 2021 - In linea Under-23: 21º
Wollongong 2022 - In linea Under-23: 34º
Glasgow 2023 - In linea Elite: ritirato

### Competizioni continentali
- Campionati europei di ciclocross

Pontchâteau 2016 - Junior: 41º
Tábor 2017 - Junior: 36º
Drenthe-Col du VAM 2021 - Under-23: 31º
- Campionati europei su strada

Herning 2017 - In linea Juniores: 96º
Plouay 2020 - In linea Under-23: 75º
Trento 2021 - In linea Under-23: 51º
Anadia 2022 - In linea Under-23: 49º
Monaco di Baviera 2022 - In linea Elite: 22º